# LG K92
LG K92 — це Android-смартфон виробництва LG Electronics, що входить до серії LG K. Він анонсований 29 вересня 2020 року та випущений 6 листопада 2020 року виключно для американського оператора AT&T.

## Характеристики смартфона

### Зовнішній вигляд
У LG K92 5G використовується полікарбонатний пластик як для рамки, так і для задньої кришки. Дисплей займає 84,36% місця спереду і для фронтальної камери використовується краплеподібний виріз. Сканер відбитки пальців одночасно є кнопкою живлення і він розташований справа. Основна камера знаходиться на задній панелі, зверху у лівому куті, з іншого кута світлодіодний спалах. 
Смартфон продається лише в одному кольорі — Titan Gray (укр. титанічно-сірий).

### Апаратне забезпечення
Пристрій використовує процесор Qualcomm Snapdragon 690 з підтримкою 5G і графічний процесор Adreno 619L у парі з 6 ГБ оперативної пам’яті й 128 ГБ внутрішньої пам’яті. Карта MicroSD підтримується через гібридний слот зі SIM-картою, до 128 ГБ. Дисплей IPS LCD на 6,7 дюйма (108,4 мм) зі співвідношенням сторін 20:9, і роздільною здатністю 1080p. У телефоні є стереодинаміки й 3,5 мм аудіороз'ємом. Акумулятор літійо-полімерний на 4000 мА·год, заряджається через USB-C, підтримує технологію швидкої зарядки Quick Charge 4.0. 

#### Камера
На задній панелі використовується квадрокамера, складається із ширококутного датчика на 64 Мп f/1,8, надширококутного на 5 Мп f/2,2 і двох датчиків на 2 Мп один використовується як сенсор глибини, інший на макро знімання. Задня камера записує відео з роздільною здатністю 4K зі швидкістю 30 кадрів в секунду, або 1080p зі швидкістю 60 кадрів в секунду. Фронтальна камера має роздільну здатність 16 Мп, яка здатна записувати відео 1080p 30fps.

### Програмне забезпечення
LG K92 5G постачався з Android 10 (Queen Cake) і використовує оболонку LG UX 9. У зв'язку з тим, що смартфон офіційно продавався через оператора AT&T, із коробки йшли деякі додатки від самої компанії й ігри.